# Begonia radicans
Begonia radicans é uma espécie de planta do gênero Begonia e da família Begoniaceae.

## Taxonomia
A espécie foi descrita em 1831 por José Mariano de Conceição Vellozo.
Os seguintes sinônimos já foram catalogados:  
- Begonia dubia  Vell.
- Begonia fritz-muelleri  Brade
- Begonia glaucophylla  Gower ex Hook.f.
- Begonia limminghei  Pynaert
- Begonia limmingheiana  E.Morren
- Begonia procumbens  Vell.

## Forma de vida
É uma espécie terrícola e trepadeira.

## Conservação
A espécie faz parte da Lista Vermelha das espécies ameaçadas do estado do Espírito Santo, no sudeste do Brasil. A lista foi publicada em 13 de junho de 2005 por intermédio do decreto estadual nº 1.499-R.

## Distribuição
A espécie é encontrada nos estados brasileiros de Bahia, Espírito Santo, Paraná, Rio de Janeiro, Santa Catarina e São Paulo.
A espécie é encontrada no domínio fitogeográfico de Mata Atlântica, em regiões com vegetação de floresta ombrófila pluvial.